# Aliyah (wrestler)
Nhooph Al-Areebi, meglio conosciuta con il ring name Aliyah (Toronto, 23 novembre 1994), è una wrestler canadese.
È nota per i suoi trascorsi in WWE dal 2015 al 2023 dove ha vinto una volta il WWE Women's Tag Team Championship (con Raquel Rodriguez).

## Biografia
Nhooph Al-Areebi è nata nella città canadese di Toronto (Ontario), ma ha origini siriane. Nel 2012 si è diplomata presso la St. Joseph's College School di Toronto e successivamente ha studiato infermieristica al George Brown College.

## Carriera

### Circuito indipendente (2013–2015)
Nhooph Al-Areebi ha iniziato a lottare nel circuito indipendente americano nel gennaio del 2013, debuttando per la Squared Circle Wrestling.

### WWE (2015–2023)

#### NXT(2015–2021)
Il 17 marzo 2015 ha firmato un contratto con la WWE ed è stata assegnata al roster di NXT. Il suo debutto avviene durante un live event il 20 giugno, lottando sotto il ring name di Jasmin in coppia con Alexa Bliss e Lina, battendo il team composto da Carmella, Cassie e Devin Taylor. Nel mese di ottobre, prende il ring name di Aliyah. Nella puntata di NXT del 13 gennaio 2016, avviene il debutto televisivo di Aliyah come face, la quale ha preso parte ad una 11-Women Battle Royal per determinare la prima sfidante all'NXT Women's Championship di Bayley, ma è stata eliminata da Cameron, e vinta poi da Carmella. Nella puntata di NXT del 27 aprile, Aliyah è stata sconfitta da Carmella. Nella puntata di NXT del 3 agosto, Aliyah è stata sconfitta da Asuka in un match non titolato. Nella puntata di NXT del 31 agosto, Aliyah debutta con una nuova gimmick, ma viene sconfitta da Liv Morgan. Nella puntata di NXT del 21 settembre, Aliyah è stata sconfitta da Billie Kay; in seguito si allea con Liv Morgan iniziando una faida con la stessa Kay e Peyton Royce, denominate Iconic Duo. Nella puntata di NXT del 26 ottobre, Aliyah ha sconfitto Billie Kay, ottenendo la sua prima vittoria. Nella puntata di NXT del 23 novembre Aliyah, Liv Morgan e Ember Moon hanno sconfitto Billie Kay, Peyton Royce e Daria Berenato. Nella puntata di NXT del 28 dicembre, Aliyah e Liv Morgan sono state sconfitte da Billie Kay e Peyton Royce. Aliyah ha fatto un'apparizione speciale nella puntata di SmackDown del 3 gennaio 2017, dove è stata sconfitta da Carmella. Nella puntata di NXT del 1º febbraio, Aliyah è stata sconfitta da Ember Moon. Nella puntata di NXT del 5 aprile, Aliyah è stata sconfitta da Peyton Royce. Nella puntata di NXT del 19 aprile, Aliyah e Liv Morgan hanno sconfitto Billie Kay e Peyton Royce. Nella puntata di NXT del 3 maggio, Aliyah ha preso parte ad una Battle royal match per decretare la nuova contendente all'NXT Women's Championship di Asuka, ma è stata eliminata da Nikki Cross. Nella puntata di NXT del 4 ottobre, Aliyah è stata sconfitta da Kairi Sane. Nella puntata di NXT del 25 ottobre, Aliyah ha preso parte ad una Battle royal match per decretare la quarta sfidante che si contenderà l'NXT Women's Championship, reso vacante da Asuka, a NXT Takeover: War Games in un Fatal four-way match, ma è stata eliminata da Sage Beckett e poi vinta da Nikki Cross. Nella puntata di NXT del 18 gennaio 2018, Aliyah è stata sconfitta da Lacey Evans; a fine match, viene pesantemente attaccata da Shayna Baszler, che si allontana a seguito dell'intervento della NXT Women's Champion Ember Moon. Nella puntata di NXT del 22 marzo, Aliyah è stata sconfitta da Ember Moon in un match non titolato . Nella puntata di NXT del 13 giugno, Aliyah è stata sconfitta da Bianca Belair in un match per decretare chi si sarebbe sfidata contro Sage Beckett nel primo Mae Young Classic femminile.
Nella puntata di NXT del 15 agosto, Aliyah effettua un turn heel quando parla nel backstage con Shayna Baszler; più tardi viene sconfitta da Kairi Sane. Nella puntata di NXT del 29 agosto, Aliyah è stata sconfitta da Dakota Kai. Nella puntata di NXT del 12 settembre, Aliyah e Lacey Evans hanno una discussione con Dakota Kai, che viene poi raggiunta da Deonna Purrazzo, ufficializzando un tag team match per la settimana successiva. Nella puntata di NXT del 19 settembre, Aliyah e Lacey Evans hanno sconfitto Dakota Kai e Deonna Purrazzo. Nella puntata di NXT del 24 ottobre, Aliyah è stata sconfitta da Mia Yim. Nella puntata di NXT del 13 febbraio 2019, Aliyah ha sconfitto Taynara Conti, dove viene accompagnata dalla sua nuova alleata Vanessa Borne; a fine match, le tre vengono assalite da Shayna Baszler, Jessamyn Duke e Marina Shafir. Nella puntata di NXT del 27 febbraio, Aliyah e Vanessa Borne hanno sconfitto Taynara Conti e Xia Li. Nella puntata di NXT del 27 marzo, Aliyah e Vanessa Borne affrontano Kacy Catanzaro e Lacey Lane, ma il match finisce in No Contest quando intervengono Shayna Baszler, Jessamyn Duke e Marina Shafir. Nella puntata di NXT del 3 aprile, Aliyah e Vanessa Borne irrompono durante un'intervista di Candice LeRae, dandole della perdente, accuse che la LeRae risponde lanciando una sfida. Nella puntata di NXT del 10 aprile, Aliyah è stata sconfitta da Candice LeRae, nonostante le varie interfernze di Vanessa Borne. Nella puntata di NXT del 24 aprile, Aliyah e Vanessa Borne sono state sconfitte da Candice LeRae e Kacy Catanzaro. Nella puntata di NXT del 15 maggio, Aliyah accompagna Vanessa Borne nel suo match vinto contro Jessie. Nella puntata di NXT del 26 maggio, Aliyah e Vanessa Borne si prendono gioco di Mia Yim, per poi annunciare un match fra Aliyah e Mia. Nella puntata di NXT del 3 luglio Aliyah, accompagnata da Vanessa, è stata sconfitta da Mia Yim. Nella puntata di NXT del 21 agosto, Aliyah accompagna Vanessa Borne nel suo match perso contro Mia Yim, dopo sue varie interferenze. Nella puntata di NXT del 18 settembre Aliyah, accompagnata da Vanessa Borne, è stata sconfitta da Xia Li. Nella puntata di NXT del 9 ottobre Aliyah, accompagnata da Vanessa Borne, è stata sconfitta in pochi minuti per sottomissione da Rhea Ripley. Nella puntata NXT del 13 novembre Aliyah, accompagnata da Vanessa Borne, è stata nuovamente sconfitta da Xia Li, riportando una frattura al naso (storyline, in realtà Aliyah ha dovuto effettuare un intervento chirurgico al naso, giustificando la sua assenza televisiva).
Aliyah fa il suo ritorno in uno show settimanale nella puntata di NXT del 25 marzo 2020, dove è stata sconfitta dalla rientrante Io Shirai in un match di qualificazione per determinare le contendenti che si affronteranno in un Ladder match previsto inizialmente a NXT TakeOver: Tampa Bay (rimandato a causa della pandemia di COVID-19), la cui vincitrice diventerà la n°1 contender all'NXT Women's Championship; la sfidante sarebbe dovuta essere Xia Li, attaccata brutalmente proprio da Aliyah prima del match nei corridoi, vendicandosi dell'infortunio subito quattro mesi prima. Nella puntata di NXT del 1º aprile, Aliyah prende parte ad un Gauntlet match per determinare l'ultima partecipante al Ladder match la cui vincitrice diventerà la n°1 contender all'NXT Women's Championship, ma viene eliminata per terza da Shotzi Blackheart. Nella puntata di Main Event del 9 aprile, Aliyah è stata sconfitta da Natalya (appartenente al roster di Raw). Nella puntata di NXT del 15 aprile, Aliyah è stata sconfitta da Xia Li, dopo aver ufficialmente confermato di essere stata lei l'artefice dell'attacco di tre settimana prima.
Nella puntata di NXT del 6 maggio, Aliyah distrae Xia Li durante il suo match contro Chelsea Green, aiutando quest'ultima a vincere; dopo il match, Robert Stone porge la mano ad Aliyah, ma lei scappa. Nella puntata di NXT del 13 maggio, Aliyah è stata sconfitta da Kayden Carter; durante l'incontro, Robert Stone era presente a bordo ring e ha cercato di impressionarlo, fallendo, andandosene insoddisfatto, mentre Aliyah cercava di trattenerlo. Nella puntata di NXT del 3 giugno, Aliyah è stata sconfitta da Santana Garrett; durante l'incontro, si presenta Robert Stone che cerca di incoraggiare Aliyah, dopo essere stato licenziato dalla sua ex cliente Chelsea Green, e dopo la sua sconfitta, Aliyah si scusa mentre Robert se ne va disperato. Nella puntata di NXT del 17 giugno, Aliyah fa il suo ingresso per il suo match contro Xia Li, ma nota sulla rampa Robert Stone ubriaco, affranto dopo il licenziamento da parte di Chelsea Green, così Aliyah lo posiziona a bordo ring per il suo incontro, che riesce a vincere dopo che Stone vomita sul ring, distraendo Xia e permettendo ad Aliyah di aggiudicarsi la vittoria con un roll-up, festeggiando con Robert e trascinandolo nel backstage. Nella puntata di NXT del 24 giugno, Aliyah arriva fuori dello stage a proteggere il suo manager Robert Stone, dopo che Rhea Ripley l'ha scaraventato in un cassonetto dopo aver rifiutato l'offerta di entrare a far parte nel Robert Stone Brand insieme a lui e il nuovo membro Aliyah, si avvicina alla Ripley confrontandola, dicendo che solo perché la sua carriera è finita in una discarica non ha il permesso di farlo con altri, Rhea dice che lui non ne vale la pena, Aliyah le rifila uno schiaffo e subito sembra pentirsene, così la Ripley la invita a scontrarsi sul ring; in seguito, Aliyah è stata sconfitta da Rhea Ripley, nonostante Robert Stone avesse cercato di interferire lanciando una scarpa sulla Ripley, non riuscendo a cambiare l'esito dell'incontro, mentre qualche istante dopo Aliyah e Robert Stone sono in videochiamata con il General Manager William Regal, Robert chiede un rematch perché entrambi ne hanno bisogno, Regal acconsente aggiungendo anche lui alla contesa ufficializzata per la prossima settimana, Robert sembra rifiutare per poi lasciarsi convincere ad una condizione: se vinceranno Rhea si unirà al Robert Stone Brand, la Ripley arriva accettando la richiesta e li saluta. Nella puntata di NXT: The Great American Bash del 1º luglio, Aliyah e Robert Stone sono stati sconfitti da Rhea Ripley in un 2-on-1 Handicap match, cedendo entrambi alla Prison. Nella puntata di NXT: The Great American Bash 2020dell'8 luglio, Aliyah e Robert Stone vengono intervistati nel backstage dove Robert dice che stanno per assistere a qualcosa di storico, i due si avvicinano a Shotzi Blackheart seduta sul suo tank e Robert le chiede se sta assistendo alla forza del Robert Stone Brand e di unirsi, ha cambiato la carriera di Aliyah e Shotzi può sfruttare questa occasione per migliorare anche la sua, la Blackheart risponde che preferisce starsene da sola e Robert inizia ad urlare per la proposta rifiutata, spunta alle sue spalle Killian Dain (arrabbiato con Stone dopo che gli ha versato accidentalmente del caffè addosso) che lo scaraventa sul muro e Shotzi guida il suo tank sulla gamba di Stone. Nella puntata di NXT del 15 luglio, Aliyah si presenta durante il match fra Shotzi Blackheart e Indi Hartwell, aiutando quest'ultima a vincere dopo aver scaraventato la Blackheart dal paletto, mentre Robert Stone teneva occupato l'arbitro, vendicandosi quindi per la settimana precedente; in seguito, viene mostrato un filmato dove Robert cerca di scusarsi con Killian Dain dopo quanto successo sette giorni prima, Aliyah arriva mostrando al suo manager un disegno di Dexter Lumis dove raffigura Stone a terra colpestato dal tank di Shotzi ed è presente anche Killian, il quale non sembra contento e intima Robert a ufficializzargli un match con Lumis per la settimana successiva. Nella puntata di NXT del 22 luglio, Aliyah è stata sconfitta da Shotzi Blackheart dopo che questa ha atterrato Robert Stone che cerava di interferire; a fine match, la Blackheart guida il tank sull'altra gamba di Stone, ma mentre festeggia viene colpita in pieno volto con un calcio da Mercedes Martinez, che se ne va ed Aliyah cerca di liberare il suo manager; in seguito, Aliyah è con un dolorante Robert Stone che cerca di scacciare via l'intervistatrice McKenzie Mitchell, dopo essere stato appunto investito per una seconda volta, Robert vede passare Mercedes Martinez e cerca di ringraziarla, la ragazza lo zittisce dicendo di stare fermo ed ascoltarla, lei ha bisogno di qualcuno che si occupi dei match importanti, che firmi i contratti e gestisca le cose che a lei non interessano al di fuori del ring, così può concentrarsi su quello che le riesce meglio ed è far male alle persone, Robert dice che si occuperà di lei e Mercedes lo avverte che se supererà i limiti si assicurerà di fargli male entrambe le gambe permanentemente, Robert le offre la mano e la introduce nel Robert Stone Brand. Nella puntata di NXT del 29 luglio, Aliyah e Robert Stone accompagnano Mercedes Martinez nel suo match vinto contro Shotzi Blackheart, elogiandola e applaudendola felici per il risultato ottenuto. Nella puntata di NXT del 5 agosto, Aliyah è fuori dall'arena con Robert Stone e Mercedes Martinez quando arriva McKenzie Mitchell per chiedere spiegazioni dopo quanto successo in serata, parlando del brutale attacco di Mercedes nei confronti di Rhea Ripley, Stone vuole fare chiarezza e ricordare che la Ripley ha rifiutato in passato di entrare a far parte nella stable, si sarà anche lasciata tutta la faccenda alle spalle, ma loro sono pronti per avere la propria rivincita. Nella puntata di NXT del 12 agosto, Aliyah e Mercedes Martinez hanno sconfitto Kacy Catanzaro e Kayden Carter; nel post match fa il suo ingresso Rhea Ripley, desiderosa di vendetta nei confronti di Mercedes dopo quanto successo la settimana prima, e parte una rissa fra le due, nella quale Aliyah cerca di aiutare la sua collega, ma arriva Shotzi Blackheart che le scaccia via. Nella puntata di NXT del 19 agosto, Aliyah e Mercedes Martinez sono state sconfitte da Rhea Ripley e Shotzi Blackheart, quando subisce lo schienamento vincente da parte della Blackheart.
Nella puntata di Nxt del 28 gennaio 2021 Aliyah e Jessie Kamea prendono parte al primo Women Dusty Rhodes Tag Team classic ma vengono eliminate subito da Raquel Gonzales e Dakota Kay.
Nella puntata di Nxt del 3 marzo Aliyah è stata sconfitta da Ember Moon. 
Nella puntata di Nxt del 25 marzo Aliyah e Mercedes Martinez sono state sconfitte da Ember Moon e Shotzi Blackheart in un match titolato per i titoli di coppia femminili di NXT.
Nella puntata di NXT del 18 maggio Aliyah è stata sconfitta da Sarray. Nella puntata di NXT : Takeover in your house 2021 del 14 giugno Aliyah e Jessie Kamea sono state sconfitte da Sarray , Zoey Stark.
Nella puntata di NXT del 22 giugno Aliyah e Jessie Kamea sono state sconfitte da Io Shirai e Zoey Stark . Durante il match le campionesse di coppia femminile di NXT Candice LeRae e Indi Hartwell hanno assistito al match.

#### SmackDown(2021–2023)
Il 1º ottobre, per effetto del Draft, Aliyah passò al roster di SmackDown. Il suo debutto avvenne nella puntata del 12 novembre in cui, assieme a Naomi e Sasha Banks, sconfisse Natalya, Shayna Baszler e Shotzi. Il 14 gennaio sconfisse Natalya e raggiunse un record: con un match della durata di 3,17 secondi, è la vittoria  più veloce ottenuta in WWE. Il 30 gennaio alla Royal Rumble, Aliyah prese parte al Women's Royal Rumble match entrando con il numero 5 ma venne eliminata da Charlotte Flair. Nella puntata di SmackDown del 3 maggio Aliyah prese parte ad una Six-pack Challenge per determinare la sfidante di Ronda Rousey per lo SmackDown Women's Championship che comprendeva anche Natalya, Raquel Rodriguez, Shayna Baszler, Shotzi e Xia Li ma il match venne vinto da Natalya. Successivamente, Aliyah prese parte, nella puntata di SmackDown del 5 agosto, ad un Gauntlet match valevole per un'opportunità titolata allo SmackDown Women's Championship di Liv Morgan a Clash at the Castle ma venne eliminata da Sonya Deville. Nella puntata di SmackDown del 12 agosto Aliyah e Raquel Rodriguez sconfissero Shotzi e Xia Li avanzando nel torneo per il vacante Women's Tag Team Championship. Due settimane dopo, a SmackDown, Aliyah e Raquel prevalsero su Natalya e Sonya Deville guadagnando l'accesso alla finale. Nella puntata di Raw del 29 agosto Aliyah e Raquel riuscirono a prevalere su Dakota Kai e Iyo Sky nella finale vincendo il vacante Women's Tag Team Championship. Dopo aver sconfitto Doudrop e Nikki A.S.H. il 5 settembre a Raw e le Toxic Attraction (Gigi Dolin e Jacy Jayne) il 9 settembre a SmackDown in due match non titolati, nella puntata di Raw del 12 settembre Aliyah e Raquel persero le cinture contro Dakota e Iyo dopo due settimane di regno. In seguito, Aliyah venne bloccata da un infortunio che la tenne fuori dalle scene.
Il 21 settembre 2023 venne licenziata dalla WWE.

## Personaggio

### Mosse finali
- Aliyah
  - Boujee Buster (Half nelson facebuster)
  - Total Aliyah-Nation (Kimura lock)
- Jasmin
  - Inverted leg drop bulldog
  - Moonsault

### Soprannomi
- "Boujee"

### Musiche d'ingresso
- Did You Find It di Dexter French (2015–2016)
- Fatal Fantasy di Earl Coolidge (2016–2017)
- The Cat's Meow dei CFO$ (2017–2021)
- It's All Boujee dei def rebel (2021–2022)
- Shining Like A Diamond dei def rebel feat. OllieJayy (2022–2023)

## Titoli e riconoscimenti
- Ground Xero Wrestling
  - GXW Women's Championship (1)[13]
- Great Canadian Wrestling
  - GCW Women's Championship (1)
- Impact Pro Wrestling
  - IPW Women's Championship (2)[14]
- New England Championship Wrestling
  - World Women's Wrestling Championship (1)[3]
- Queens of Chaos
  - World Queens of Chaos Championship (1)[15]
- Pure Wrestling Association
  - PWA Women's Championship (1)
- Southland World Wrestling
  - SWW Ladies Championship (1)
  - SWW Women's Championship (2)
- WWE
  - WWE Women's Tag Team Championship (1) – con Raquel Rodriguez
  - WWE Women's Tag Team Championship Tournament (2022) – con Raquel Rodriguez